# Harry Jansson

Janson (1948)

Gustav Harry Jansson (* 4. Juni 1916 in Stockholm; † 11. März 2002 in Uppsala) war ein schwedischer Eisschnellläufer.

## Werdegang
Jansson, der für den IF Thor startete, nahm an der Mehrkampf-Europameisterschaft 1939 in Riga teil, wobei er den fünften Platz im Kleinen-Vierkampf errang. In der Saison 1945/46 wurde er schwedischer Meister über 10.000 m und Sechster bei der inoffiziellen Mehrkampf-Weltmeisterschaft 1946 in Oslo im Großen Vierkampf. In der Saison 1947/48 siegte er bei den schwedischen Meisterschaften über 3000 m und kam bei der Mehrkampf-Europameisterschaft 1948 in Hamar auf den siebten Platz im Großen Vierkampf. Beim Saisonhöhepunkt, den Olympischen Winterspielen 1948 in St. Moritz, belegte er den achten Platz über 10.000 m, den fünften Rang über 1500 m und den vierten Platz über 5000 m. Letztmals international startete er bei der Mehrkampf-Weltmeisterschaft 1948 in Helsinki, wo er den achten Platz im Großen Vierkampf errang. Im Radsport gewann er 1939 das Solleröloppet.

## Erfolge

### Olympische Spiele
- 1948 St. Moritz: 4. Platz 5000 m, 5. Platz 1500 m, 8. Platz 10.000 m

### Mehrkampf-Weltmeisterschaften
- 1946 Oslo: 6. Platz Großer Vierkampf
- 1948 Helsinki: 8. Platz Großer Vierkampf

### Mehrkampf-Europameisterschaften
- 1939 Riga: 5. Platz Kleiner Vierkampf
- 1948 Hamar: 7. Platz Großer Vierkampf

## Persönliche Bestleistungen
| Disziplin | Zeit        | Datum            | Ort      |
| --------- | ----------- | ---------------- | -------- |
| 500 m     | 42,5 s      | 29. Januar 1942  | Davos    |
| 1000 m    | 1:30,5 min  | 1. Februar 1941  | Davos    |
| 1500 m    | 2:15,5 min  | 29. Januar 1942  | Davos    |
| 3000 m    | 5:00,0 min  | 21. Februar 1946 | Helsinki |
| 5000 m    | 8:32,9 min  | 3. Februar 1941  | Davos    |
| 10.000 m  | 17:46,7 min | 10. Februar 1946 | Oslo     |